# Godofredo IV de Anjou
Godofredo IV de Anjou apodado el Martillo, en francés Geoffroy IV d'Anjou, dit Martel (1072-Candé, 19 de mayo de 1106), fue conde de Anjou, junto a su padre, desde 1098 hasta su muerte.

## Orígenes
Hijo varón primogénito del conde de Anjou y conde de Tours, Fulco IV de Anjou y de su segunda mujer, Ermengarda de Borbón, hija de Archibaldo IV, señor de Borbón.

## Biografía
Nacido entre 1070 y 1075, Godofredo, heredero del condado de Anjou, en 1098, frente a la rebelión abierta de diversos feudatarios de su padre, fue llamado por éste para dirigir sus ejércitos.
Godofredo se dedicó a combatir a los vasallos rebeldes, y al mismo tiempo intentó mantener a raya al rey de Inglaterra, Guillermo II, que en ese momento gobernaba también el ducado de Normandía, yendo en ayuda del conde de Maine, Elias I de Beaugency, con el que más tarde, en 1103, acordó el matrimonio con su hija, Eremburga.
Alrededor de 1104, su hermanastro Fulco el Joven, hijo de Bertrada de Montfort, quinta esposa de Fulco IV, regresó a Anjou y apoyó a su padre en su lucha por el control del condado, contra Godofredo.
Godofredo, temido por los barones y apreciado por el clero, continuó luchando contra todos aquellos que resistían y, junto a su padre, tomó la ciudad de La Chertre, incendió Thouarse y durante el asedio de Candé, en 1106, fue asesinado.
Con la muerte de Godofredo, el padre recuperó el control absoluto del condado y su hermanastro, Fulco, se convirtió en el nuevo heredero, tanto de Anjou como de Turenna.

## Descendencia
De Godofredo IV no se conocen hijos.